# Poživatelný obal
Poživatelný obal (též jedlý obal) je takový obal, který je vyroben z poživatelného materiálů, a je tedy možné ho sníst. Používá se u některých potravinářských obalů. Poživatelný obal může nabývat formy fólie, povlaku či kapsle a může být vyroben jak z přírodních, tak syntetických látek. Typickým poživatelným obalem jsou jedlá střívka u uzenin.

## Druhy

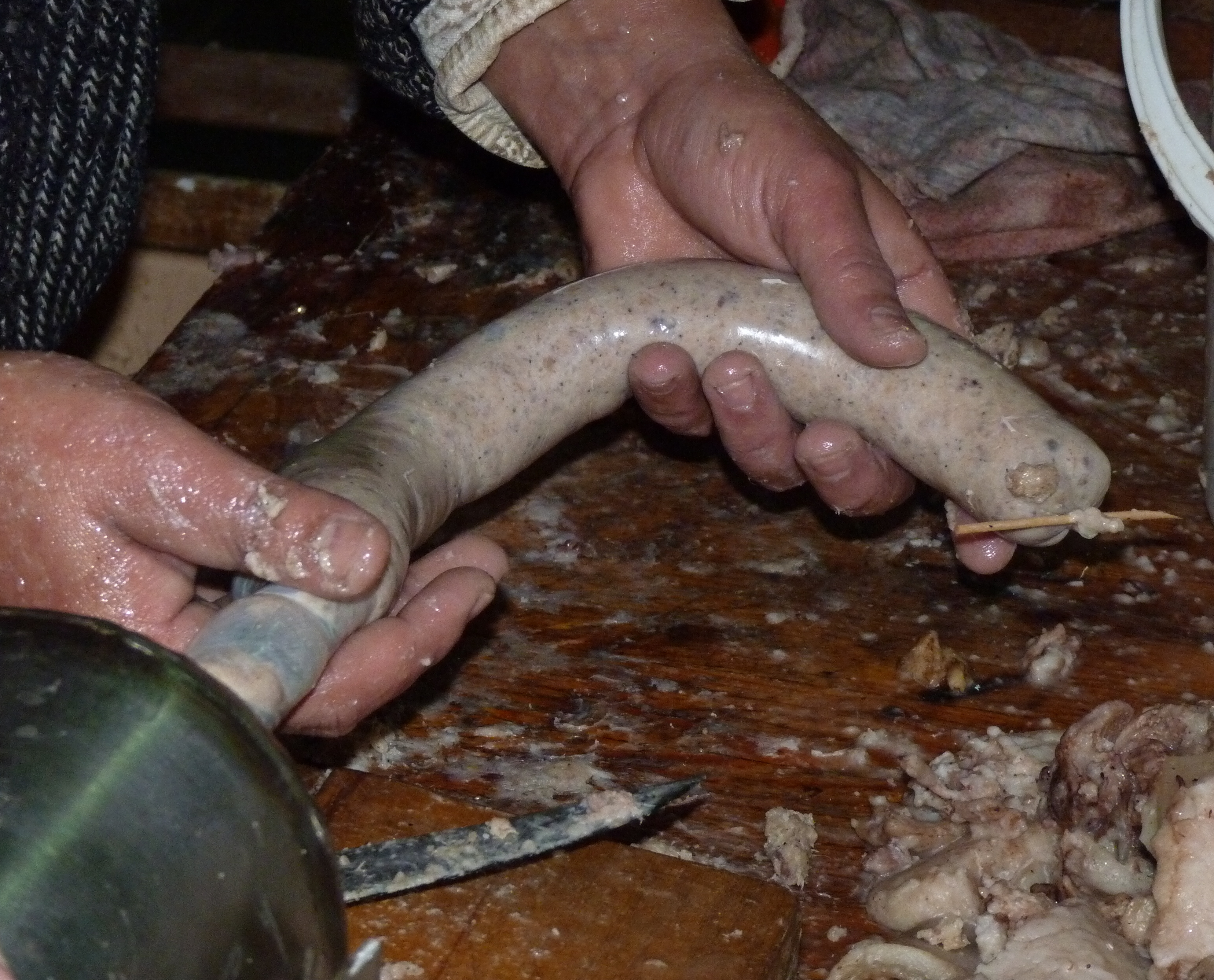
Plnění jitrnice do střívka

Z hlediska chemického složení se poživatelné obaly dělí na:
- sacharidy
  - jednoduché cukry – pro glazování proslazeného ovoce
  - algináty
    - pro lepší loupatelnost klihovkových střev
    - ze směsi chloridu vápenatého a alginátů lze vyrobit jedlou kapsli na tekutiny; tvůrci z firmy Skipping Rocks Lab tím chtějí nabídnou alternativu k plastovým lahvím[2][3]

  - dále se používá amylóza, celulóza či pektin
- bílkoviny
  - želatina – používá se ve farmacii a v potravinářství při výrobě jedlých kapslí
  - přírodní střeva – používají se střeva z hospodářských zvířat
  - umělá (klihovková) střeva – používají se u uzenářských výrobků; vyrábí se z rozvlákněné hovězí kůže, dříve se používala také střeva vyrobená na bázi papíru
  - kasein – fólie vyrobené z kravského mléka mohou být použity k balení masa či sýrů, oproti plastům mají lepší ochranné vlastnosti, jsou však rozpustné ve vodě, takže musí být baleny do dalšího obalu, případně je lze použít k balení instantních polévek, kávy a dalších výrobků, kde je rozpustnost ve vodě naopak výhodou; vzhledem k vysoké ceně (k roku 2017) je však jejich komerční využití omezené[4]
- vosk – používá se u sýrů, masa a drůbeže, aby se omezily ztráty vypařováním
- led – glazování ledem neboli potažení mražených potravin (například ryb) tenkou vrstvou ledu zabraňuje nežádoucímu vysychání
- syntetické látky
  - použití podléhá povolení hygienika
  - polyvinylalkohol

## Obaly jedlé pro zvířata
Obaly tvoří asi 50 % objemu komunálního odpadu a mnoho se jich hromadí v oceánech, kde se dostávají do potravního řetězce a zabíjí mnoho živočichů. Americký pivovar SweetWater Brewing Company vytvořil svůj držák pivních plechovek z biologicky rozložitelných materiálů, takže například ryby a želvy, které často v klasických plastových pivních držácích uvíznou, mohou tento obal sníst.